# Ortnamn i Södermanland
Ortnamn i Södermanland kan, liksom resten av de svenska ortnamnen, delas upp i naturnamn och kulturnamn. Kulturnamnen är ofta bebyggelsenamn med  efterled där bebyggelsen beskrivs, såsom -by i Vallby, -torp som i Strängstorp och -tuna som i Eskilstuna. 
Vissa ortnamn är speciella för Södermanland och delar av omgivande landskap. Exempel på detta är 
namn som har efterleden -sta och -tuna. Ortnamnen i Södermanland är, som i alla andra landskap i Sverige, dels osammansatta ortnamn och dels sammansatta. Av de sammansatta ortnamnen har de flesta två ordled, förled och efterled.
Ett fåtal av de osammansatta ortnamnen är enstaviga som Flen, Gryt och Lid. De allra flesta av dem är tvåstaviga som till exempel Läppe, Tuna och Valla. Ändelsen 
-a betecknar ofta pluralis. 
Av de sammansatta ortnamnen har de allra flesta två ordled, förled och efterled, som till exempel Strängnäs och Årdala, men det finns också namn med tre ordled, som Hälleforsnäs och Nynäshamn. 

## Definition av begreppet ortnamn
Ortnamn eller toponymer är namn på geografiska företeelser och ortnamnen kan delas upp i bebyggelsenamn och naturnamn. En språkvetenskaplig definition är att "ett ortnamn är ett språkligt uttryck som i en viss namnbrukarkrets är knutet till en bestämd plats".

## Ortnamnskategorier
Alla ortnamn delas upp i två huvudkategorier: naturnamn och kulturnamn. Kulturnamnen kan indelas tre kategorier: ägonamn, bebyggelsenamn och namn på artefakter. 
Naturnamn är namn på vattendrag, sjöar, skogar o.s.v. Ägonamn är namn på mark som används för jordbruk och boskapsskötsel, till exempel åkrar, ängar och hagar. Bebyggelsenamn är namn på tätorter, byar, gårdar, bygder med mera. Artefaktnamn är namn på broar, hamnar, gruvor, gravhögar m.m. Bebyggelsenamn kan vara primära eller sekundära Primära bebyggelsenamn avser bebyggelse redan från början, till exempel de som slutar på -by eller -torp (som Malmby och Baggetorp). Sekundära bebyggelsenamn har inte från början betecknat bebyggelse, utan har ursprungligen varit naturnamn, ägonamn eller artefaktnamn. Exempel på sådana ortnamn i Södermanland är Landfjärden, Nynäs, Stavsjö med flera.

## OrtnamnetNyköping
Namnet består av adjektivet 'ny' och 'köping', på fornsvenska køpunger (handelsplats).

## Typiska ortnamnsled och ortnamnsändelser i Södermanland

### Ortnamnsförled med trädanknytning
- Asp- finns på Aspö.
- Bok- finns i Bokö.
- Björk- finns i Björkvik.
- Ek- finns i Ekeby.
- En- finns i Enstaberga.
- Gran- finns i Graneberg.
- Lind- finns i Lindholmen.

### Ortnamnsefterled som betecknar bebyggelse

holm

- -bo(da), som ursprungligen betecknade bodar för tillfälligt bruk, bland annat slåtterbodar. Exempel på dessa namn är Askarboda samt Hossebo, Mölnbo och Örnbo.
- -bo kan även ha  en annan betydelse, som i sockennamnen Bärbo, Lerbo och Tumbo, där -bo betecknar 'boarna' (d.v.s. invånarna).
- -bol betyder 'nyodling, nybygge' och härstammar från medeltiden. I Södermanland är efterledet -bol relativt vanligt. De allra flesta av dessa platser hade ursprungligen en areal på 1 mantal eller mindre. Exempel på -bol: Fejbol, Glabol, Råmbol och Värmbol.
- -by har ursprungligen sannolikt betytt 'boplats, bebyggelse' som den senare betydelsen 'gård, by' har utvecklats från. I Södermanland finns bland annat Finkarby, Grödby, Malmby och Sundby.

sta

- -holm finns på ett antal ställen i Södermanland och betecknar där vanligtvis ett slott, till exempel Gripsholm och Vibyholm. Ett samhälle som uppstår i anslutning till ett slott får ofta namn efter slottet, till exempel Sparreholm och Sundbyholm. Katrineholm har fått sitt namn av herrgården Katrineholm.
- -sta förekommer på många platser i Södermanland, liksom i övriga Svealand samt i östra Norrland och i Jämtland. I Götaland är efterledet -stad. Den ursprungliga betydelsen av -sta har antagits vara 'plats, ställe', men även andra tolkningar har föreslagits. Namn med efterledet -sta är bland annat Bogsta, Gnesta och Sättersta.

åker

- -torp förekommer dels i en äldre betydelse som nybygge, utflyttargård och dels i en senare betydelse 'dagsverkstorp, kolartorp' m.m. Exempel: Baggetorp, Skogstorp och Strängstorp.
- -tuna är ett efterled som har sin största utbredning i Uppland, Södermanland och i den sydöstra delen av Västmanland. Ordet tun betyder ursprungligen 'inhägnad plats'. Den för Sverige speciella namntypen Tuna och -tuna har varit namn på centralorter i det förhistoriska samhällets organisation. Exempel på -tuna i Södermanland är Eskilstuna, Norrtuna och Runtuna.[9]
- -åker I Södermanland finns fyra ortnamn på -åker som kan syfta på kultplatser (heliga åkrar) där man dyrkat hedniska gudar: Jönåker, Torsåker, Vingåker och Österåker.[10]
- -ö förekommer mest Mälaren och i Stockholms skärgård. I Mälaren finns till exempel socknarna Aspö på Tosterön och Fogdö på halvön Fogdön. I Stockholms skärgård finns bland annat Muskö socken på Muskö och Ornö socken på Ornö.
- -ökna är bildat till fornsvenska "økn" 'ödemark', även 'odlingslott' [11][12] och förekommer på ett antal platser i Södermanland. Det osammansatta Ökna finns i Bogsta socken: Ökna, Bogsta och i Floda socken: Ökna, Floda och på flera andra ställen i landskapet. Sammansatta namn med efterledet -ökna är till exempel Bondökna, Fållökna och Prostökna.

### Ortnamnefterled som betecknar sjöar
- -kärret kan i Södermanland, Närke och andra landskap i Mellansverige ibland ha betydelsen -sjön, vanligtvis 'liten sjö' eller 'tjärn'. Exempel: Dammkärret, Parkkärret och Sågkärret.

### Ortnamnsändelser

inge

- -a är en vanlig pluraländelse i svenska ortnamn.[5] I vissa områden är -e vanligare, till exempel på Gotland, i Bohuslän, i vissa delar av Värmland (till exempel Sunne) och i Härjedalen Hede (ii) Hedha sokn 1397) och Jämtland (Stavre). I Södermanland är ändelsen -a den vanligaste pluraländelsen, till exempel i Forssa och Ripsa, ((de) Rypsum 1293).
- -inge är en avledningsändelse och betecknar invånarna på en viss plats. [13] I Södermanland är ortnamn med denna ändelse relativt vanliga, bland annat Hyltinge, Lästringe och Sköldinge. Vanligast är efterledet i landskapets nordöstra del, till exempel Huddinge, Vårdinge och Österhaninge.
- -unda är en avledningsändelse: Hallunda och Sorunda.

## Ortnamn som påminner om hednisk kult
De ortnamn som har namnet på en fornnordisk gud eller gudinna i sitt förled kallas teofora ortnamn. Tillsammans med övriga ortnamn som syftar på gudadyrkan benämns de sakrala ortnamn.

### Teofora kultnamn
- -berga: med förledet När- finns i bynamnen Nälberga i Svärta socken och Nälberga i Tystberga socken. Nälberga i Tystberga skrevs (ij) nærdhaberghe 1381.[15] Nälberga i Svärta skrevs (j) nyærdaberghe 1440. Båda namnen syftar på gudomen Njärd.[16] I Stenkvista socken finns Torsberga som syftar på guden Tor.[17]
- -lunda med förledet Frös- (av guden Frö) finns i Fröslunda, en stadsdel i Eskilstuna. När- finns i namnet Närlunda (nerdalund 1366) i Gåsinge och kommer av gudanamnet Njord, vars stam från början är Nerdh-.[18][19][20]
- -eke: Gården Odensicke, Odhinseke 1331, har guden Oden i sitt förled och -eke 'ekdunge' i efterledet.[21]
- -harg: Torshälla, ursprungligen Thorsharchum 1252, har guden Tor i förledet och -harg 'kultplats' i efterledet.[22]
- -tuna: I ortnamnet Frustuna, (De) Frøstunum 1314, kan förledet syfta på guden Frö.[23]

Namn med efterledet -vi (helgedom):
- -vi, ('helig plats, kultplats'), finns på några ställen i Södermanland: Frössvi/Frösvi i Österåker med guden Frö i förledet. Ludgo, Liuthguthuwi 1293. Förledet syftar på en växtlighetsgudinna.[24] Ullevi (på tre platser) med guden Ull i förledet. Det finns också två osammansatta Vi (i Västermo och i Hölö).
- -åker, ('helig åker, kultplats'): Torsåker syftar på guden Tor.

### Icke-teofora kultnamn
Det förekommer också kultnamn som har -vi som efterled, men som inte har ett gudanamn i sitt förled.  
- Skedevi i Forssa, med omstritt förled [25]
- Tyrved, Tøræwi 1281, finns på Södertörn och betyder 'Södertörnsbornas offerställe'.[26][27]